# Cégénydányád
Cégénydányád là một thị trấn thuộc hạt Szabolcs-Szatmár-Bereg, Hungary. Thị trấn này có diện tích 12,2 km², dân số năm 2010 là 699 người, mật độ 57 người/km².